# Franz Unger
Franz Joseph Andreas Nicolaus Unger (30. listopadu 1800 Gut Amthof u obce Leutschach, Habsburská monarchie – 13. února 1870 Graz, Rakousko-Uhersko) byl rakouský paleontolog a botanik. Zabýval se fyziologií a anatomií rostlin.

## Životopis
Unger nejprve studoval právo v Štýrském Hradci. V roce 1820 se přestěhoval do Vídně, aby tam studoval medicínu. O dva roky později se zapsal na Karlo-Ferdinandovu univerzitu v Praze. Následujícího roku se vrátil do Vídně, studium medicíny dokončil v roce 1827.
V roce 1836 byl jmenován profesorem botaniky na univerzitě v Štýrském Hradci, v roce 1850 profesorem fyziologie rostlin ve Vídni.
Významný je jeho příspěvek jak na poli paleontologie, tak v oblasti fyziologie a anatomie rostlin. Stanovil hypotézy, které se týkaly dědičnosti u rostlin a významně ovlivnil experimenty svého žáka Gregora Mendela.